# بني سراج (حجة)
بني سراج هي إحدى قرى الجمهورية اليمنية. تتبع جغرافيا لمحافظة حجة وإداريًا لمديرية عبس. يبلغ تعداد سكانها 986 نسمة حسب الإحصاء الذي أجري عام 2004.